# ポール・ドラローシュ
ポール・ドラローシュ（フランス語: Paul Delaroche, 1797年7月17日 - 1856年11月4日）は、フランスの画家。本名はイッポリト・ド・ラ・ローシュ（Hippolyte De La Roche）。日本ではドラロッシュ、ドラロシュとも表記される。

## 生涯
1797年、パリに生まれる。父は美術鑑定家、兄はアントワーヌ＝ジャン・グロ門下で絵画を学んだ後、自身も鑑定家となった。1816年、パリ国立美術学校に入学、はじめルイ・エティエンヌ・ワトレ、ついで兄の師グロのもとで絵画修業を積む。
初のサロン（官展）出品作は1822年の『ヨアシュを救うエホシェバ』と『キリストの十字架降下』。このときのサロンでジェリコー、ドラクロワと知り合い、親交を結ぶ。ドラローシュ、ジェリコー、ドラクロワの3名は当時パリで活動していた数多くの歴史画家たちのなかでも中核的存在となる。 
1824年のサロンに『ジャンヌ・ダルク』ほかを出品、注目を浴びる。
義父オラース・ヴェルネが在ローマ・フランス・アカデミー総監を務めていた1838年と1843年の2度、イタリアを訪問。
1832年、35歳の若さで美術アカデミー会員に選出される。翌1833年には国立美術学校教授となるが、1843年、教え子たちが新入生に対して行ったしごきで一人が死亡、アトリエ閉鎖・辞任を余儀なくされる。

『臨終のルイーズ』のための習作、1845年頃

ドラローシュはオラース・ヴェルネの下の娘ルイーズを情熱的に愛した。1835年、彼はルイーズの頭部を元にした『天使の頭部』を出展している。ルイーズは1845年に亡くなるが、彼はこの衝撃から二度と回復できなかったと言われている。妻の死後、彼は『キリストの受難』の小さな連作を制作した。
ドラローシュは理想によって悩むことはなく、それを気取ることもなかった。しかし厳しい製作は彼と彼の中心思想との間に何の神秘も介在することを許さなかった。制作は常に大衆に対してわかりやすく、カンヴァス上で詩人になろうとし苦しみ画家たちが全て精力を消耗することから、彼が逃げたせいであった。キリスト教信仰の創始者、彼と同時代を生きたナポレオン・ボナパルトのような人物、遠い歴史上の人物を描くことで本質的には同じ手法が彼により用いられた。『フォンテーヌブローのナポレオン』、『セント・ヘレナ島のナポレオン』、『死刑宣告の後法廷を発つマリー・アントワネット』などである。

## 作風

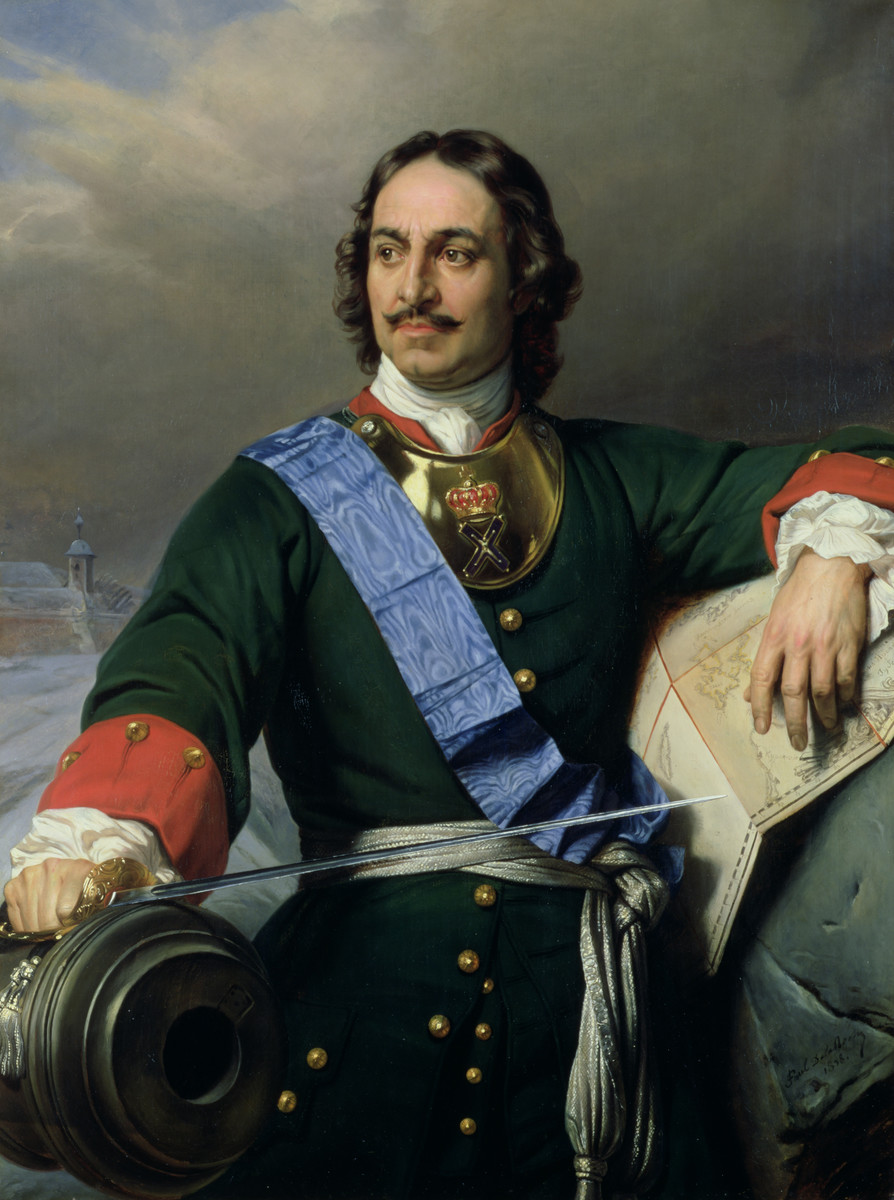
ピョートル大帝の肖像、1838年

パリ中心部のマザリーヌ通りに仕事場を構えた。画面は堅牢かつ平滑、きわめて精緻に仕上げられているとの印象を与える。このような絵肌は当時一般的だった様式で、オラース・ヴェルネ、アリ・シェフェール、ルイ＝レオポール・ロベール、アングルの作品にも見られる。 
歴史画で知られているが、常に歴史的に正確であったわけではなく、どちらかと言えば劇的な効果を狙った作品が多い。例えば『棺の蓋を開け、チャールズ1世の遺体を眺めるクロムウェル』は、言い伝えによって創作された作品であり史実ではない。『レディ・ジェーン・グレイの処刑』は地下牢で行われる処刑の様子を描いているが、実際のジェーン・グレイはロンドン塔内のタワー・グリーンで処刑されているため、かなり事実と異なっている。
一方で、『処刑へ引き立てられるストラッフォード』は、彼の独房の小さな高窓の外を薄手のリンネルの紋章布で覆い、通廊を通る彼に祝福を与える者たちが描かれる。『枢機卿リシュリュー』では、豪奢な屋根付き船の中にいる枢機卿、後続のボートに乗るのは警護兵に囲まれ処刑場へ向かうサン＝マール侯、歴史家ド・トウの姿が見える荘厳な光景を描いている。かつてない最も劇的な半歴史的作品であろう。彼の1834年の作品『ブロワでのギーズ公暗殺』は、正確な歴史的題目で、人間の本性のうちの劇的洞察力をよく表している。その他の作品には『ロンドン塔の若き王と王子』、『若き殉教の娘』がある。

## 国立美術学校半円型講堂壁画

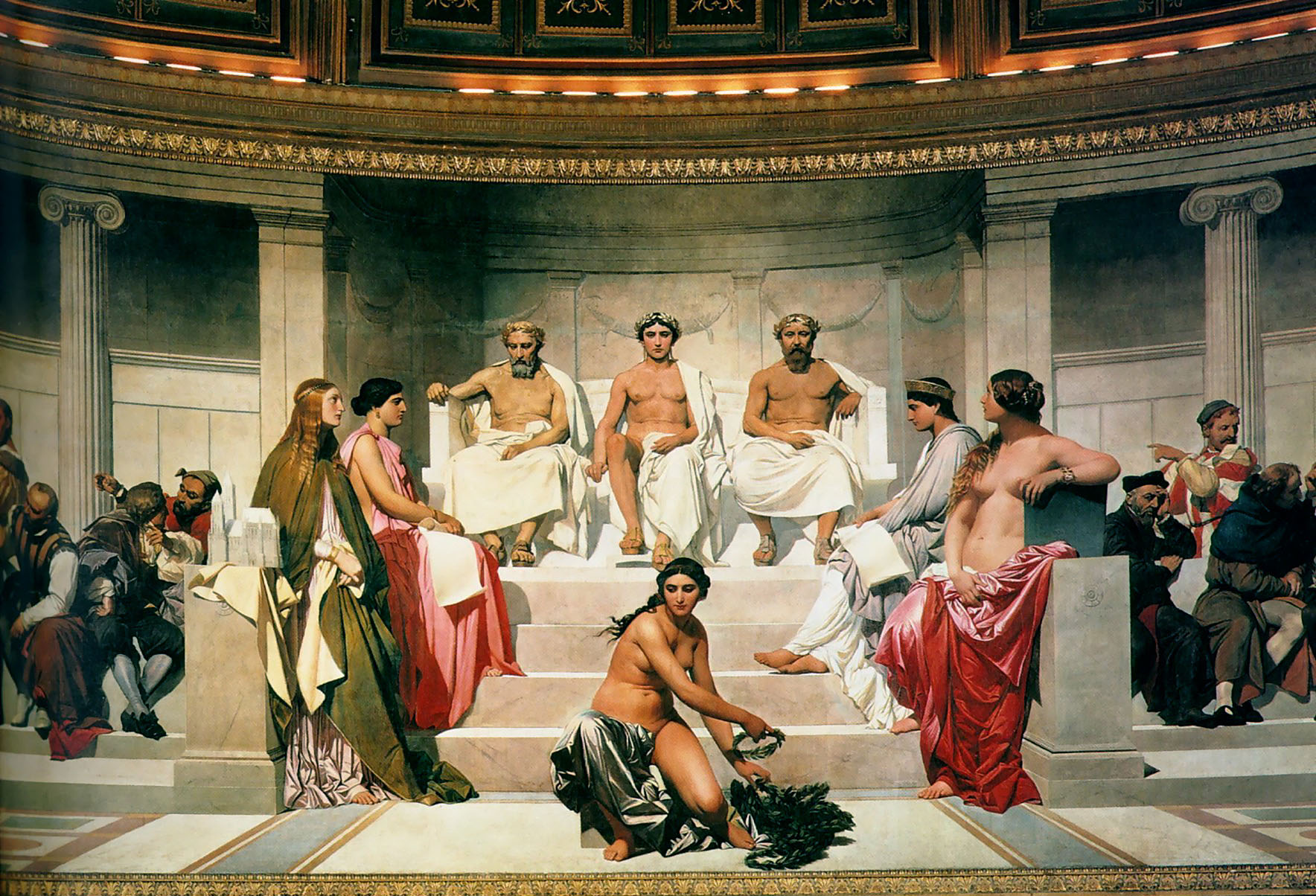
エミシクル中央の群像

1837年、パリ国立美術学校内の半円型講堂（Hémicycle）の壁に設置する27メートルにも及ぶ大作の依頼を受けた。同校の建築家フェリックス・ドゥバンから依頼されたものである。全ての時代の75人の偉人を描いた作品で、白大理石のステップの中央線から一方には一つの集団が集まり、最高部の3つの王座をパルテノン神殿創設者ペイディアス、イクティノス、アペレスが占めている。彼らは3つの芸術の統合を象徴している。
広大な場所は女性の構成にあてられ、彼は芸術を象徴しまた支配する者としてミューズを描いた。階段の欄干に対して寄りかかる、美しい女王然とした姿は古典的な装束をまとっているが、どんな素晴らしさや深遠な表現も知らせていない。この作品は内壁に油彩で直接描かれている。1841年に完成したが、1855年に発生した火事で相当な被害を受けた。この傷んだ部分をすぐにドラローシュ自身が修復にとりかかったが、1856年11月4日、修復を終わらせぬまま死んだ。（完成させたのはジョゼフ＝ニコラ・ロベール＝フルーリー）

## ギャラリー

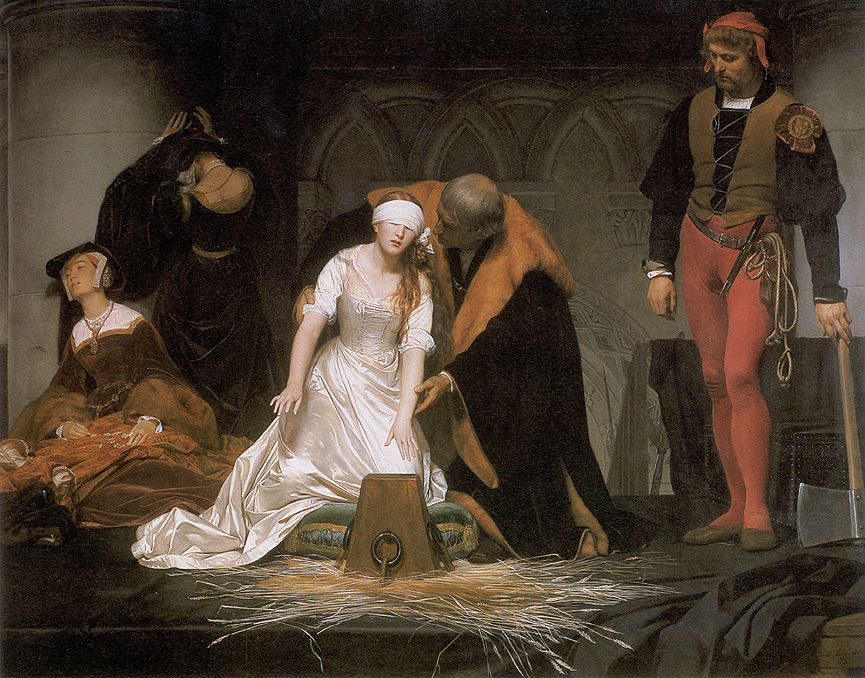
レディ・ジェーン・グレイの処刑
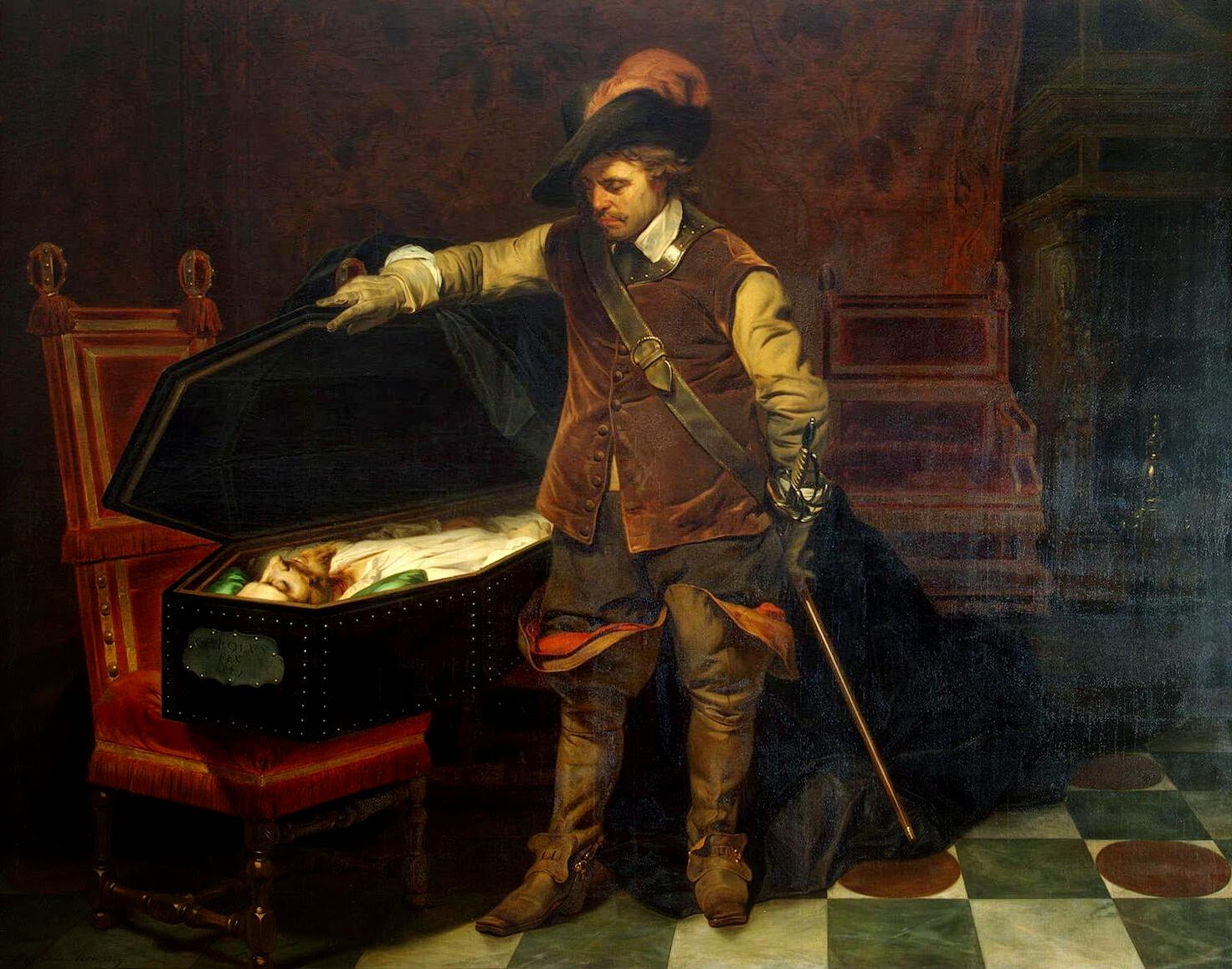
クロムウェルと棺の中のチャールズ1世
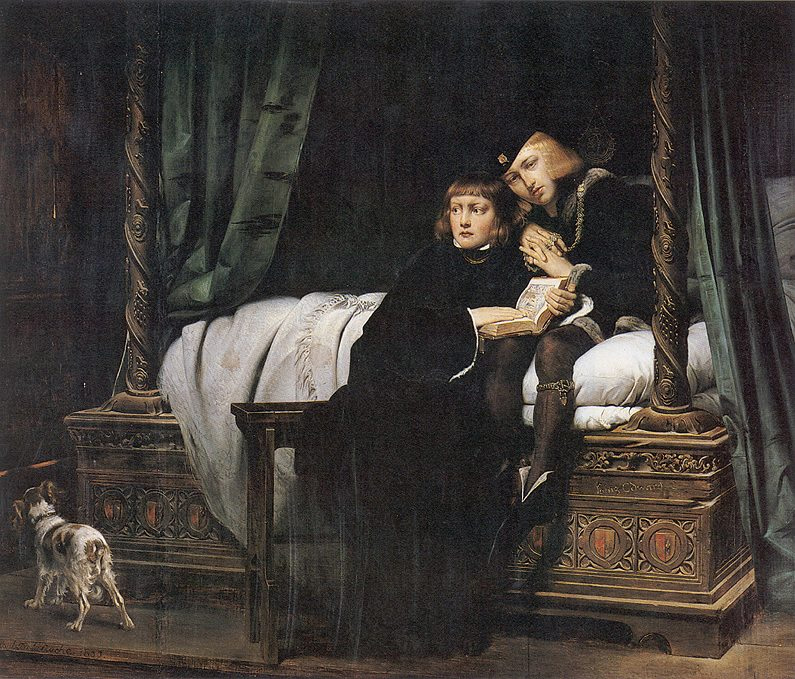
ロンドン塔の若き王と王子

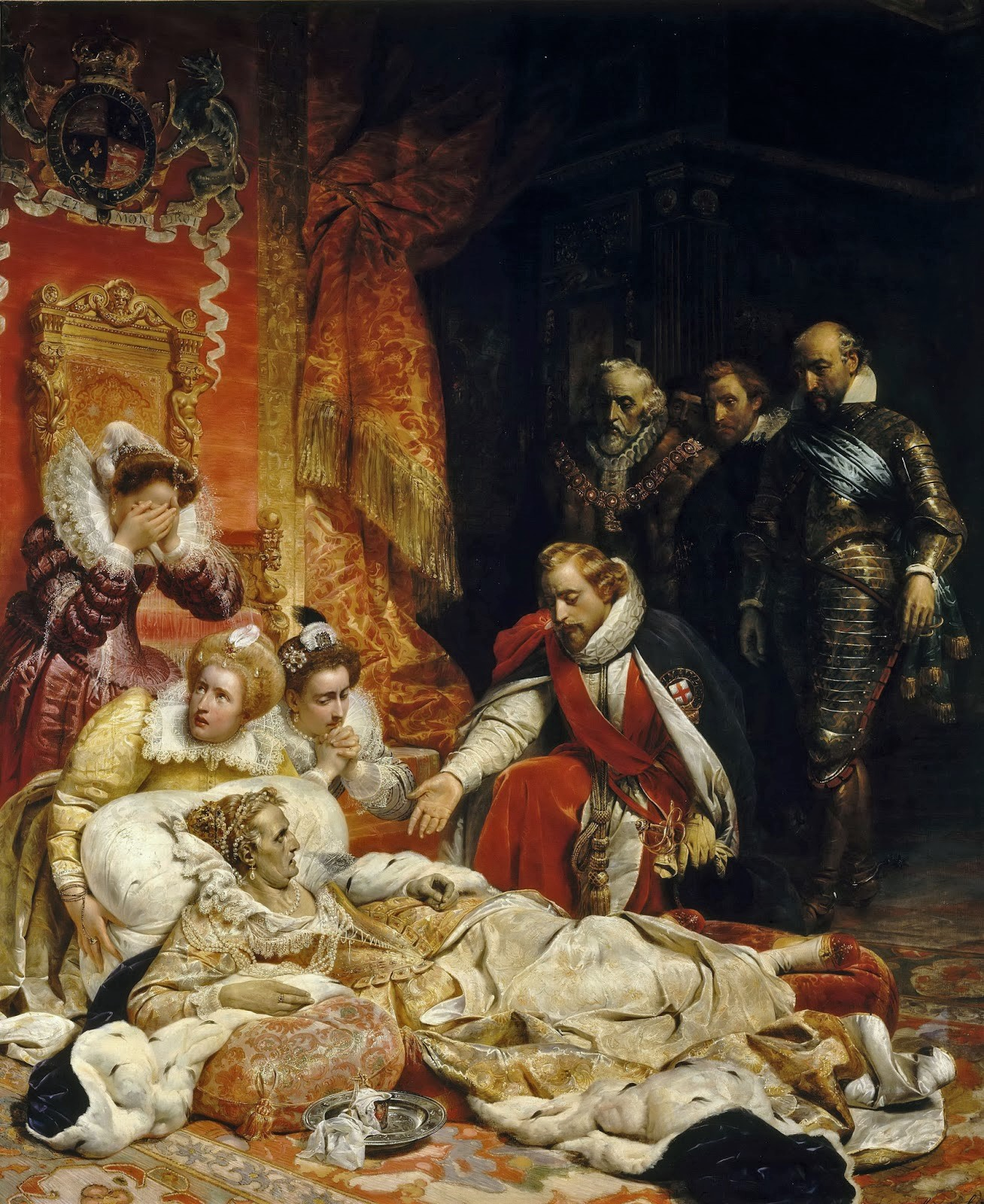
エリザベス1世の死
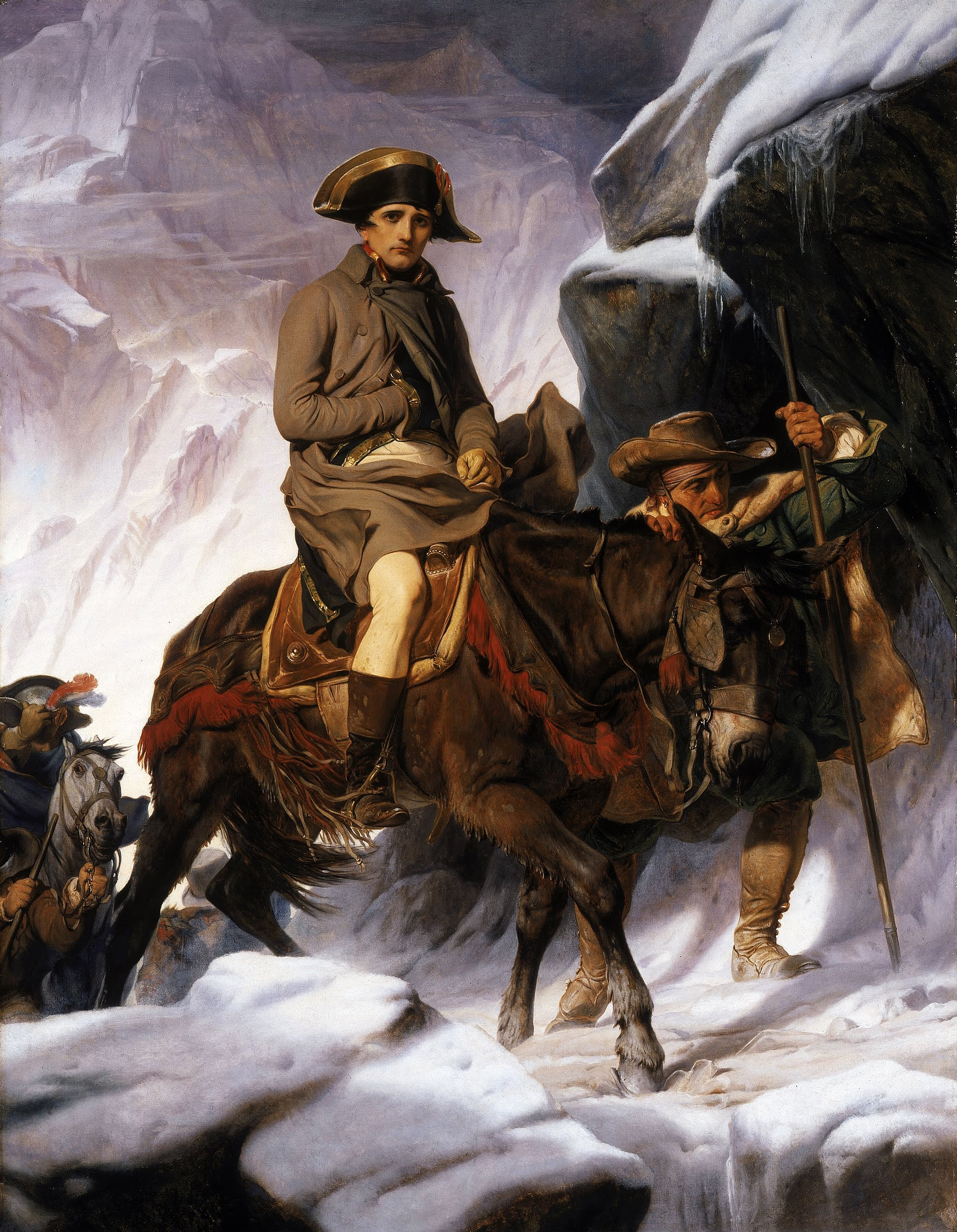
アルプスを越えるボナパルト（英語版）
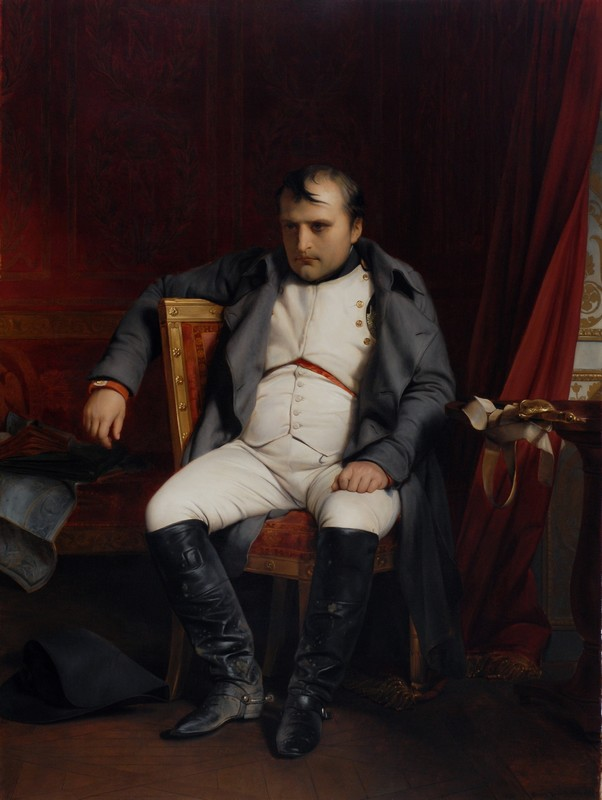
フォンテーヌブローのナポレオン

## ポール・ドラローシュに学んだ学生（一部）
- ピエール＝ジュール・カヴァリエ (1814-1894)
- ジャン＝フランソワ・ミレー(1814-1875).
- レジス・フランソワ・ジヌー(1814-1882).
- アドルフ・イヴォン (1817-1893).
- シャルル＝フランソワ・ドービニー(1817-1870.
- シャルル・ジャラベール(1818-1901).
- ジャン＝フランソワ・ポルテール(1818-1895).
- ロジャー・フェントン (1819-1869).
- エドゥアール・デュビュフ(1819-1883).
- ピエール＝エドゥアール・フレール (1819-1886).
- シャルル・ネグレ(1820-1880),
- オーギュスト・アナスタジ (1820-1889).
- テオフィル・シューラー(1821-1878).
- アルフレッド・ボワソー(1823-1901).
- オーギュスト・ボヌール (1824-1884).
- ギュスターヴ・ブーランジェ (1824-1888).
- ジャン＝レオン・ジェローム(1824-1904).
- アンリ＝ピエール・ピクー (1824-1895).
- ジュール・ロラン(1925-1901).
- ルイ＝フレデリック・シュッツェンベルジェ(1825-1903).

## 写真
ドラローシュの「今日を限りに絵画は死んだ」という言葉は度々引用されている。この言葉は、1839年にドラローシュが世界初の写真撮影法である銀板写真を見たときに発せられたものであるとされる。